# Usine Abadie

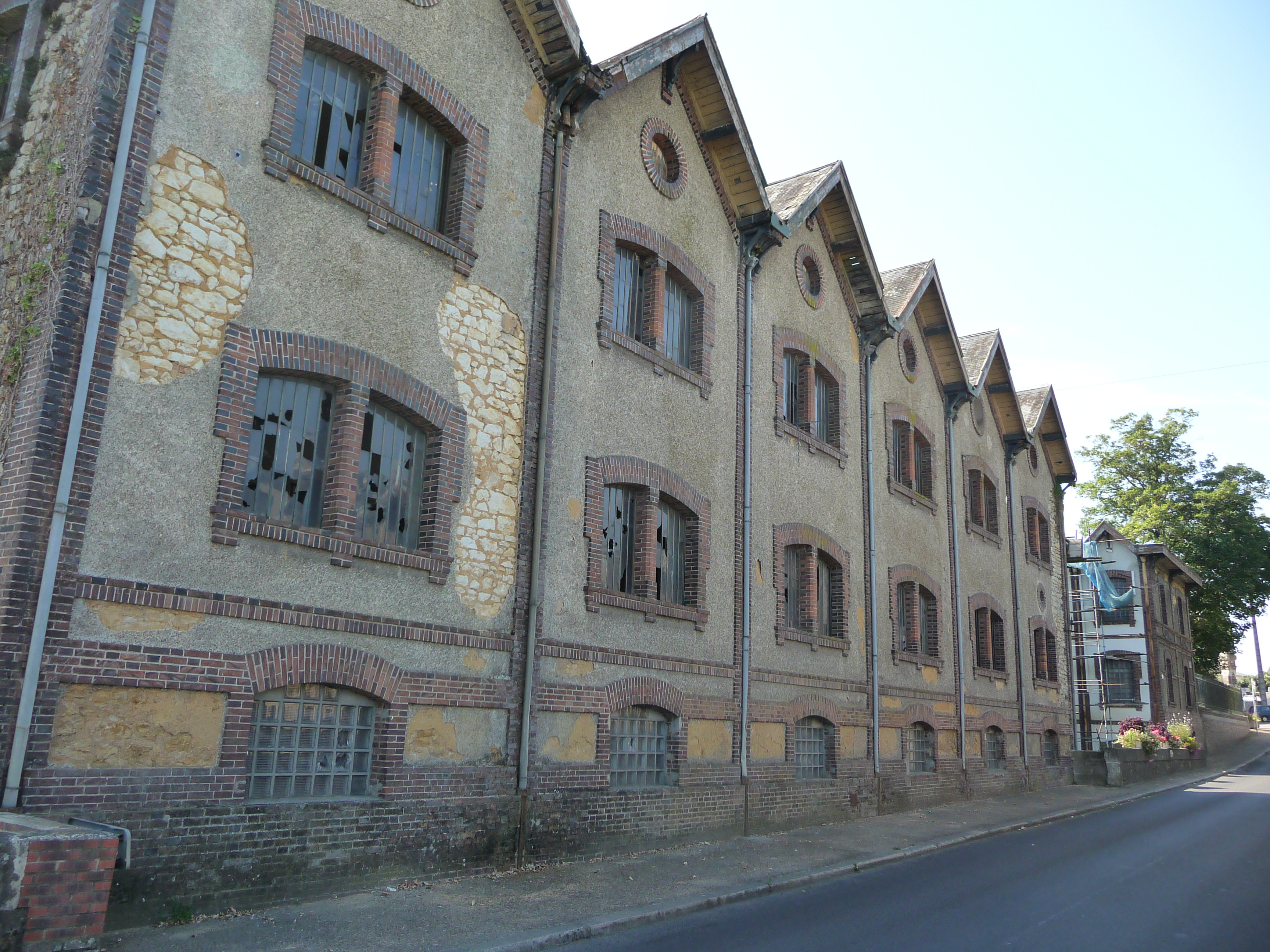
Usine Abadie du Theil-sur-Huisne : ateliers de fabrication.

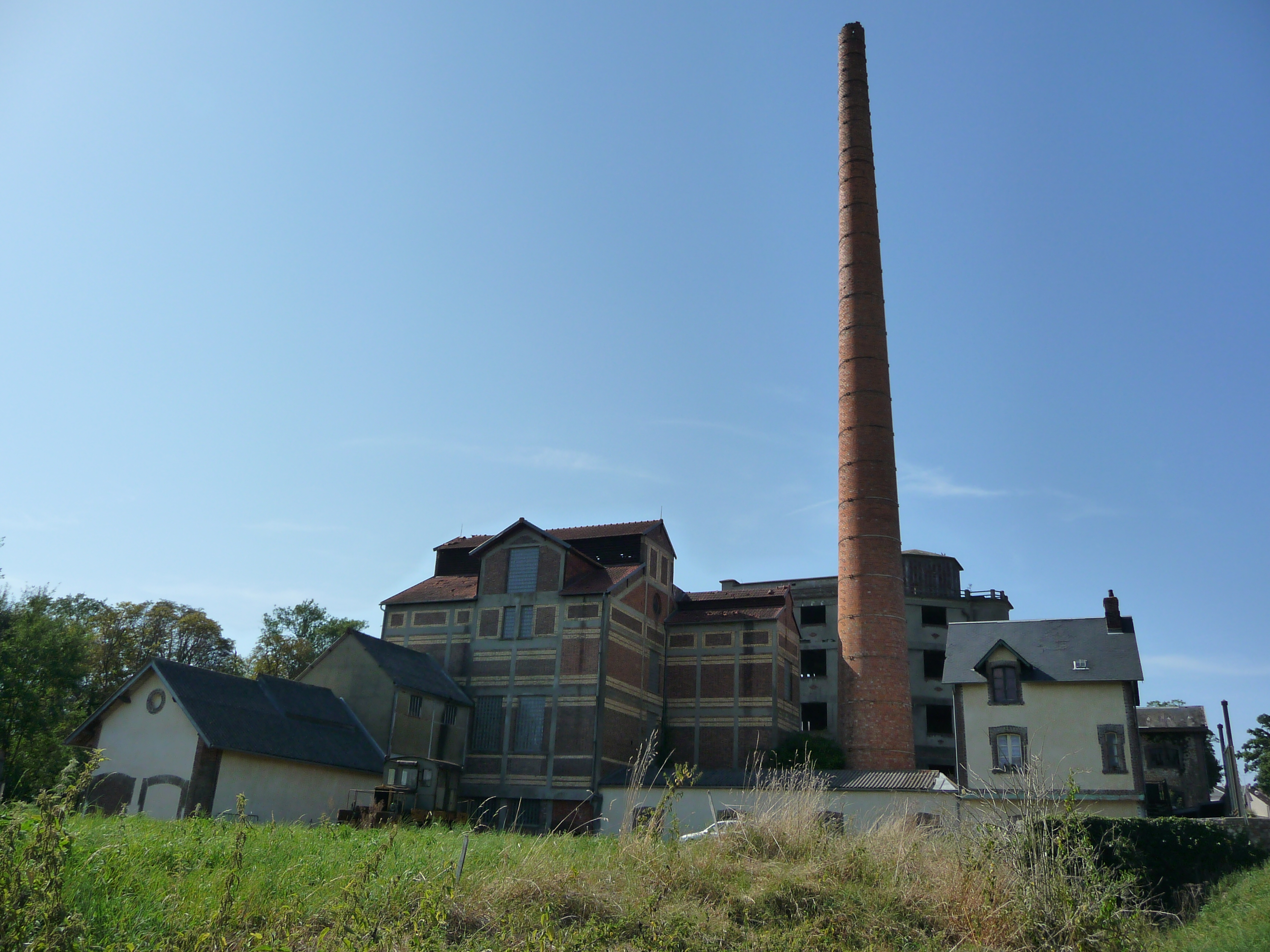
Usine Abadie du Theil-sur-Huisne : vue d'ensemble de l'usine.

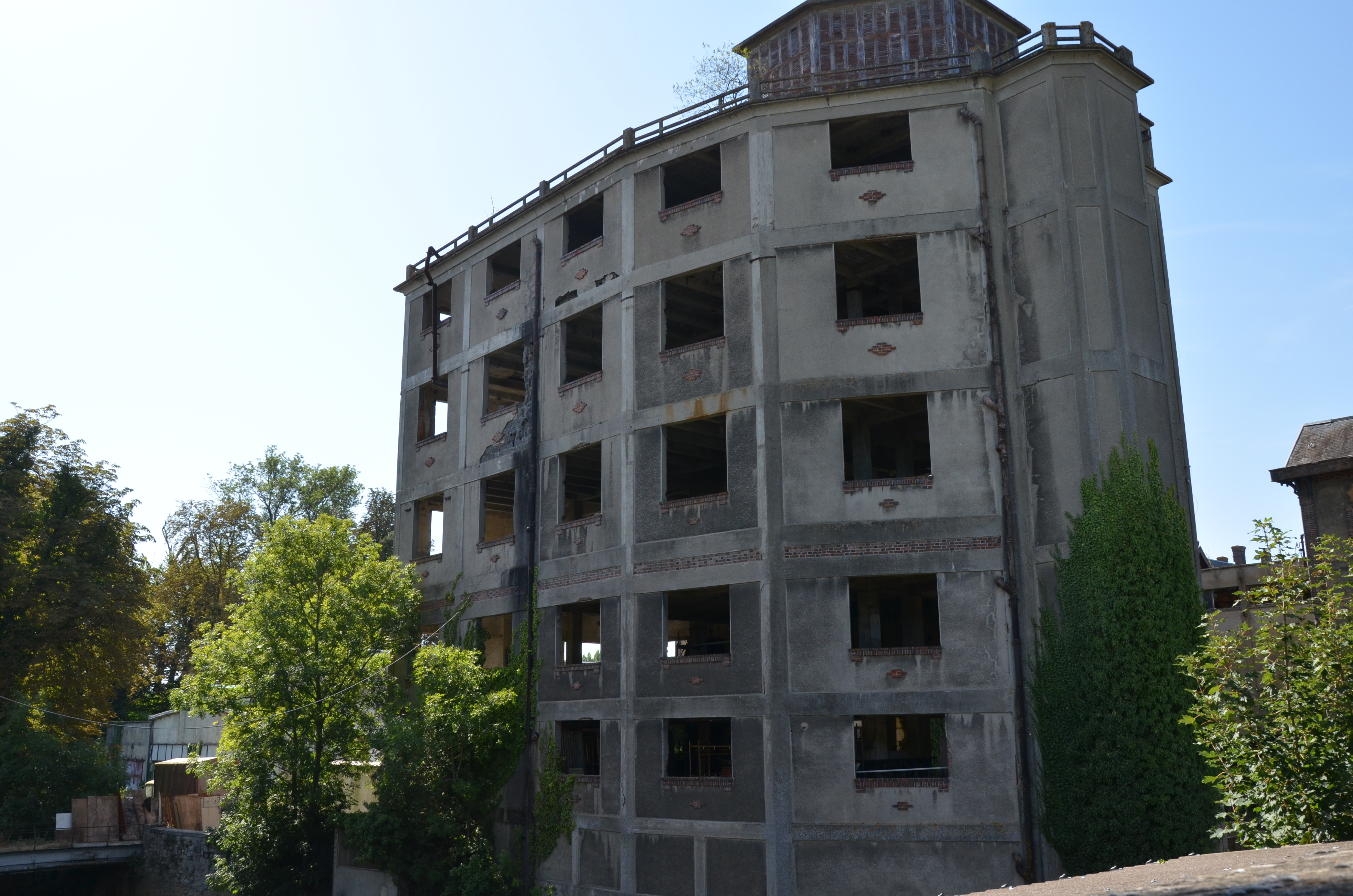
Usine Abadie du Theil-sur-Huisne : ateliers de fabrication.

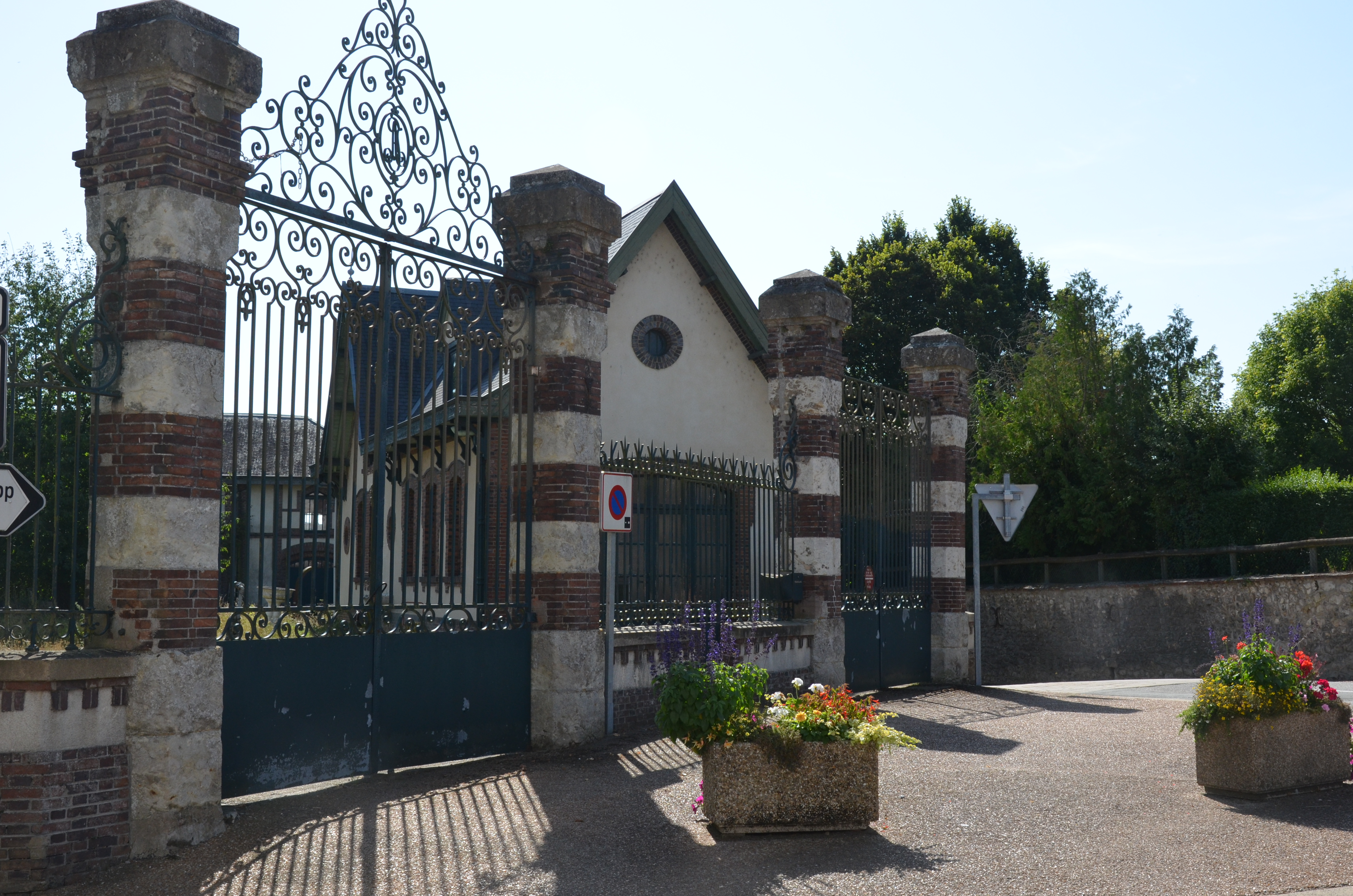
Usine Abadie du Theil-sur-Huisne : la grille d'entrée avec en arrière-plan la crèche pour les enfants d'ouvriers.

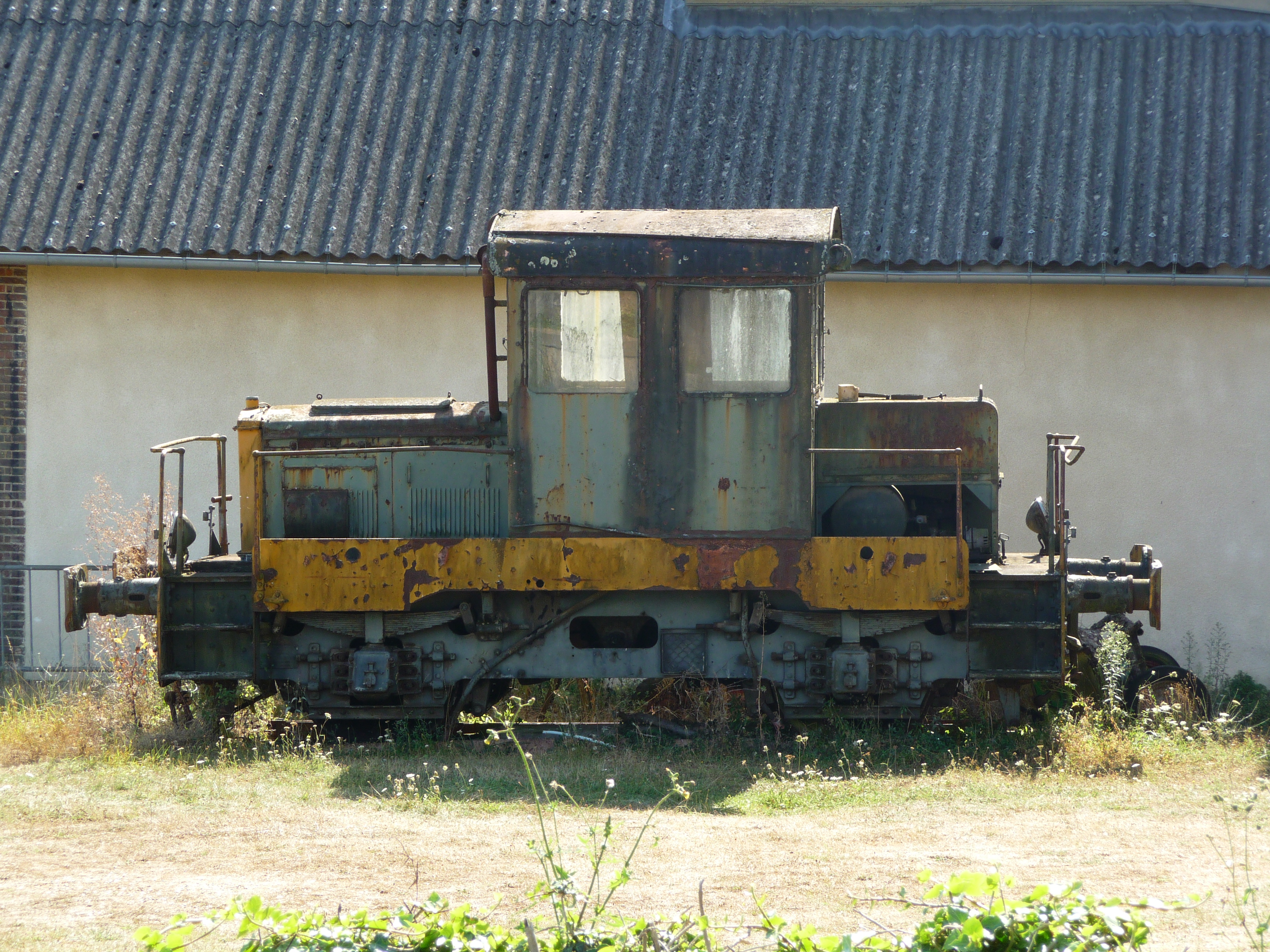
Usine Abadie du Theil-sur-Huisne : le wagon de transport de la pâte à papier.

L'usine Abadie est une ancienne fabrique de papier à cigarette, fondée en 1866 et fermée en 1975, située au Theil-sur-Huisne, dans le département français de l'Orne. Elle est située à l'entrée du village, route de Ceton, le long de l'Huisne. 

## Présentation
L'usine du Theil-sur-Huisne (Orne) a été ouverte en 1866 par Joseph-Bertrand Abadie, papetier originaire de Sarrancolin dans les Hautes-Pyrénées, qui l'avait fait concevoir par l'architecte Chartrain Henri Bourgeois. L'ensemble architectural est typique de l'essor industriel du XIXe siècle (brique, ardoise, toiture en dents de scie ou shed) et porte la marque des travaux successifs au début du XXe siècle (les bâtiments les plus récents sont en béton). L'usine comprenait entre autres des ateliers de fabrication, des bureaux, une salle des machines, une chaufferie, une garderie d'enfants, un logement de contremaître, une conciergerie, un magasin et un entrepôt industriel. Dans le village voisin de Mâle, un ancien moulin à farine avait été transformé en 1881 pour préparer les pâtes nécessaires à la fabrication du papier cigarette. Cette usine de pâte à papier était reliée à celle du Theil par chemin de fer à voie étroite sur un parcours de quatre kilomètres. La matière première de l'usine de pâte à papier était le chanvre. L'électricité qui alimentait l'usine du Theil était produite dans un autre village voisin, Avezé, à partir de 1922.  

## Histoire

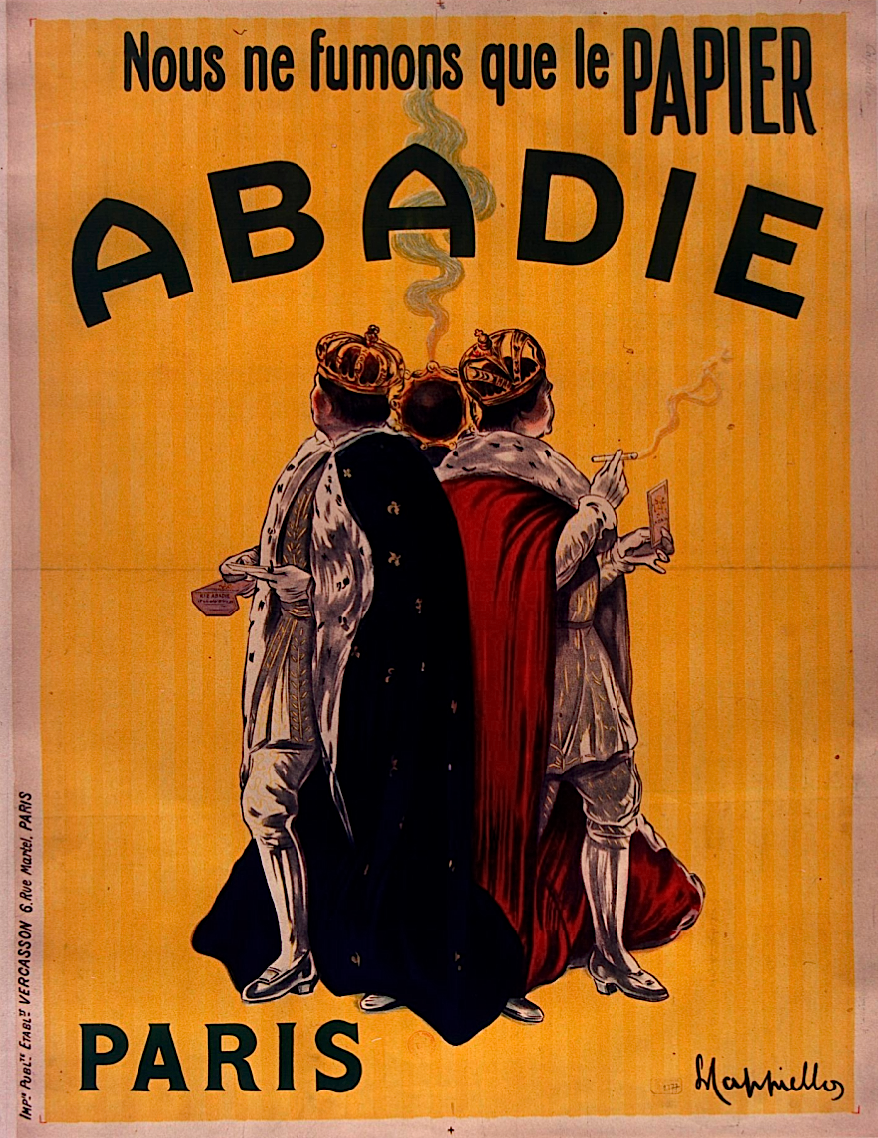
Affiche pour le papier Abadie par Leonetto Cappiello (1911).

### Contexte
Au XIXe siècle, les ouvriers d'usine ou de mine de charbon travaillaient 12 à 15 h par jour, 6 jours sur 7, dans des conditions difficiles. Même les enfants, dès huit ans, travaillaient pour compléter le salaire de leurs parents. Les femmes et les enfants étaient payés moins cher que les hommes. Alors que les ouvriers avaient des conditions de vie précaires, les patrons avaient des loisirs et prenaient le temps de partir en séjour à la campagne ou à la mer. Les ouvriers, eux, n'avaient pas de loisirs et peu de relations avec leurs familles à cause de leurs conditions de travail très pénibles. Les ouvriers travaillaient en général toute leur vie dans la même usine.

### Une entreprise familiale
L'usine Abadie fait partie de l'histoire du Theil-sur-Huisne et constitue un exemple de site architectural typique de l'ère industrielle, de la révolution industrielle aux crises économiques des années 1970. La famille Abadie est arrivée au Theil en 1864. Joseph-Bertrand Abadie, inventeur du papier à cigarette sans colle , fait construire au Theil, un village qui correspond à ses attentes (un cours d'eau, une population prête à travailler, une proximité avec Paris et pas de concurrents directs) une usine qui fonctionnera jusqu'en 1975, dirigée par les descendants successifs de Joseph-Bertrand Abadie. 
La société produisait la marchandise pour tous les marchés mondiaux. Dans certains pays, la marque, qui s’est beaucoup élargie, avait créé des sociétés filiales. C'est le cas pour les États qui ont succédé à l'ancienne Autriche-Hongrie, dans lesquelles des sociétés Abadie autonomes avaient été créées. À la mort de Joseph-Bertrand Abadie en 1876, Egbert, son fils, qui travaillait déjà avec son père, prit la direction de l'usine jusqu'en 1892 où il confia l'usine à son frère Michel, qui lui-même la confia à son fils Pierre Abadie en 1922. Celui-ci a modernisé l'usine en installant une usine génératrice d'électricité dans le village voisin d'Avezé, qui alimentait celle du Theil. C'est ensuite Gilbert Abadie qui dirigea l'usine jusqu'en 1975, date à laquelle elle a fermé : depuis la fin de la Seconde Guerre mondiale, elle n'avait pas pu soutenir la concurrence de plus en plus forte des entreprises américaines. 
À son apogée, en 1919, Il y avait 190 ouvriers. et l'usine produisait 700 000 à 900 000 kilos de papier à cigarette par an.

### Impact sur la vie du village
Après l'ouverture de l'usine, le village a été transformé. Joseph-Bertrand Abadie, puis ses descendants, sont devenus des personnages publics locaux importants. Egbert Abadie, par exemple, a été maire de sa commune en 1871, élu au conseil général de l'Orne (comme Pierre Abadie plus tard), a créé le groupe scolaire du Theil et a reçu plusieurs distinctions honorifiques. L'arrivée de l'électricité en 1922 et l’ouverture en 1928 d'une crèche à l'intérieur de l'usine pour les enfants d'ouvriers, ont développé la vie du village et amélioré la vie des ouvriers. Cette usine a aussi apporté du travail pour les Theillois et les Theilloises, et fait venir des travailleurs d'ailleurs : des cités ouvrières (la cité des Fontaines, la cité Salvert, la cité Simon, la cité du Clos et la cité de la Houchetière) ont été construites à l'occasion. Chacune des maisons ouvrières contenait une cuisine, une salle d'eau, une chambre aux rez-de-chaussée, deux chambres et des toilettes à l'étage, une cave et un cellier au sous-sol. À l'époque, ces maisons représentaient un progrès social.